# درة غرو فيروز أباد (سررود الجنوبي)
درة غرو فیروز أباد (بالفارسية: دره گروفیروزآباد) هي قرية تقع في إيران في قسم سررود الجنوبي الريفي. يقدر عدد سكانها بـ 265 نسمة بحسب إحصاء 2016.